# Julián María Otero
Julián María Otero (Segovia, 30 de agosto de 1888-ídem, 21 de febrero de 1930) fue un abogado y escritor español.

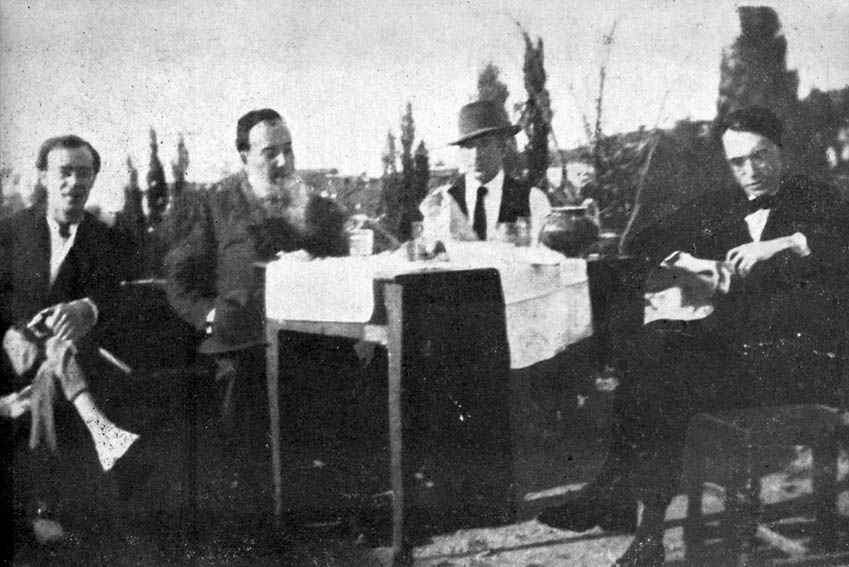
Tertulia de San Gregorio. Barral, Machado, Torreajero y Otero en 1923

## Biografía
Nacido en la antigua calle de la Estrella nº 7 (luego Dr. Velasco) del barrio de San Esteban de Segovia, Julián fue el cuarto de los cuatro hijos de Julián Otero García Ocón, natural de Villamanán (León), secretario judicial, y Teresa Rubial Garrote, también leonesa, de La Bañeza.
En 1905, con solo diecisiete años, ya colaboraba en El Defensor', periódico local segoviano, mientras estudiaba Derecho. Concluida la carrera ganó una plaza en la Delegación Provincial de Hacienda de Ávila en 1917, y a partir de 1918 en la de su ciudad natal, donde llegaría a desempeñar los cargos de Tesorero en 1924 y Jefe de Negociado. Miembro asiduo de la tertulia de San Gregorio reunida en la década de 1920 en el taller del ceramista Fernando Arranz, Otero, junto a Marcelino Álvarez Cerón, fue fundador y director de la revista literaria Manantial (aparecida solo en 1928-1929), en la que llegarían a colaborar varios contertulios, desde el periodista Ignacio Carral, hasta el propio Antonio Machado, que dejó de él este retrato: 

He conocido pocos hombres tan nobles, tan limpios de alma como Julián María Otero. Benevolencia era su gran virtud, no blanda transigencia con lo ruin, sino voluntad del bien, ferviente anhelo de que lo bueno se realice. Incapaz de alegrarse por la ventura de un pícaro, aunque fuese su mejor amigo, a nadie como él llenaba de júbilo el premio de una virtud, el reconocimiento de un valor verdadero. A este puritano, a la manera ¡tan varonil! de Castilla, que no distingue entre bondad y justicia, sólo el mal le dolía. Su ciudad, Segovia, fue un gran amor de su vida, y de Segovia ha escrito páginas bellísimas que no deben perderse.
Antonio Machado

También ocupó temporalmente un puesto de redactor en el diario La Tierra de Segovia (1919), y colaboró en otras revistas regionales como Alma Castellarna (1908), Castilla (1917) o el Semanario Heraldo Segoviano (1926-1931). El 13 de noviembre de 1925 ingresó en la Universidad Popular Segoviana, presentando su dimisión el 5 de septiembre de 1928, al declararse incompatible en la institución con Rufino Cano y Segundo  Gila, y provocada por los ataques que se le dedicaban desde las páginas de El Adelantado de Segovia.
Fallecido a los 42 años de edad, dejó un solo libro, Segovia. Itinerario sentimental, publicado en mayo de 1915 y considerado una «joya de la literatura local». Casado con Carmen de Cáceres y Mufioz el 30 de agosto de 1920, tuvieron un hijo, Julián Otero, el 16 de julio de 1922, que luego sería su biógrafo. Fue enterrado en el cementerio de Segovia, y tiene dedicada una calle del barrio de San Millán, en esa ciudad.